# Chris Holsten
Christoffer Holsten, detto Chris (Lillestrøm, 4 maggio 1993), è un cantante norvegese.

## Biografia
Chris Holsten si è fatto conoscere con la hit triplo platino Rays of Light (2014), in collaborazione con i Broiler, che ha superato la soglia delle 120 000 unità vendute.
Hvis verden (2020), vincitrice dello Spellemannprisen alla canzone dell'anno, è divenuta la sua prima top ten in hit parade. L'album in studio d'esordio Bak en fasade, presentato nel marzo 2022, ha esordito alla 2ª posizione della VG-lista e ha venduto oltre 60 000 unità equivalenti, venendo certificato triplo platino dalla IFPI Norge; il progetto contiene Smilet i ditt eget speil, classificatasi 5ª e anch'essa vincitrice dello Spellemannprisen alla canzone dell'anno.
Nel settembre 2023 viene reso disponibile per il consumo il secondo LP, intitolato Gå bli lykkelig, du; il disco, oro per aver superato le 10 000 unità, è entrato in classifica al 3º posto. Gli sono stati assegnati tre ulteriori dischi d'oro e quattro di platino, equivalenti a 300 000 unità di vendita.

## Discografia

### Album in studio
- 2022 – Bak en fasade
- 2023 – Gå bli lykkelig, du

### Album dal vivo
- 2024 – Live fra Oslo Spektrum

### EP
- 2020 – Cold Hearts

### Singoli
- 2015 – Layers
- 2015 – Stole the Show
- 2015 – Unproved (feat. WDSTCK)
- 2016 – On My Own (con Rat City)
- 2016 – Strip
- 2016 – Here We Go Again
- 2017 – Mexico
- 2017 – All About You (con Madden)
- 2018 – Love like This
- 2018 – Time Machine
- 2018 – Happy Tears
- 2018 – Dilemma
- 2019 – Don't Speak
- 2019 – I'll Be Alright
- 2020 – Empty Bottle
- 2020 – Hvis verden (con Frida Ånnevik)
- 2020 – Shout, Baby
- 2020 – Shine
- 2021 – Smilet i ditt eget speil
- 2021 – Bare når det regner
- 2022 – Høyt over havet
- 2022 – For evig
- 2023 – Rekk opp hånda
- 2023 – I eget selskap
- 2023 – Tre sekunder
- 2023 – Oslo
- 2024 – Unnskyld, förlåt (con Thomas Stenström)
- 2024 – Unge til vi dør
- 2024 – Ingen andre (con Isah)